# لوشة
لوشة هي بلدة تقع في جنوب إسبانيا على الحدود الغربية لمقاطعة غرناطة، وهي محاطة بالمنطقة التي يطلق علها اسم سييرا دي لوشة حيث يصل ارتفاع أعلى قمة فيها إلى 1,671 متر فوق سطح البحر.
فيها وُلِدَ الشاعر والمؤرخ الأندلسي لسان الدين ابن الخطيب عام 1313 ومات في فاس عام 1374.
كان قوم المورو المسلمين القادمين من شمال أفريقيا قد استولوا على المدينة في حوالي القرن الثامن للميلاد وسموّها باسم «لوزة» ليعاد تسميتها ب«لوشة» بعد أن سيطرة عليها المسيحيين عام 1486، وقد أطلقت عليها ملكة الكاستيل إيزابيلا الأولى لقب «الزهرة بين الأشواك».[بحاجة لمصدر]

## الديموغرافيا
بلغ عدد سكان بلدية لوشة 21.618 نسمة عام 2011 (وفقاً للمعهد الوطني الإسباني للإحصاء).
| 20.032 | 20.143 | 20.329 | 20.888 | 21.341 | 21.574 | 21.618 |

## المعالم الرئيسية
ما زال التاريخ الإسلامي في البلدة يتجلّى بوضوح في قلعة القصبات الأندلسية (بالإسبانية الكازابا-مشتقة من القصبة) التي كانت تستخدم كثكنات حربية للمسلمين وقد بقيت معظم أجزائها سليمةً إلى اليوم.
-أما أبرز المعالم الأخرى فهي:
- دير سانتا كلارا
- دير سان فرنسيس الأسيسي
- كنيسة التجسد
- كنيسة القديس غابريال
- كنيسة سانتا كاتالانيا
- كنيسة عذراء الكاريداد
- صومعة القديس خيسوس نازارينو
- قصر دي نارفاييز
- يبنوع الموريون

## توأمة
للوشة اتفاقيات توأمة مع كل من:
- إرمونت
- لوخا

## علماؤها
لسان الدين بن الخطيب توفي 776 هـ/ 1374م

## أعلام
- رامون ماريا ناربايز
- لسان الدين بن الخطيب